# Mons Røisland
Mons Røisland (ur. 28 stycznia 1997 w Høvik) – norweski snowboardzista, specjalizujący się w konkurencjach freestyle.

## Kariera
Po raz pierwszy na arenie międzynarodowej pojawił się w 2014 roku, startując na mistrzostwach świata w Valmalenco, gdzie zajął 39. miejsce w slopestyle'u. W zawodach Pucharu Świata zadebiutował 11 lutego 2016 roku w Bostonie, zajmując szóste miejsce w Big Air. Tym samym już w swoim debiucie wywalczył pierwsze pucharowe punkty. Na podium zawodów tego cyklu po raz pierwszy stanął 14 stycznia 2017 roku w Kreischbergu, gdzie zwyciężył w slopestyle'u. W zawodach tych wyprzedził dwóch reprezentantów USA: Ryana Stassela i Redmonda Gerarda. Najlepsze wyniki osiągnął w sezonie 2020/2021, kiedy to zajął 10. miejsce w klasyfikacji generalnej AFU, a w klasyfikacji big air był trzeci. W 2017 roku wystąpił na mistrzostwach świata w Sierra Nevada, zajmując dwudzieste miejsce w big air. Na rozgrywanych rok później igrzyskach olimpijskich w Pjongczangu był dwunasty w slopestyle'u.
Jest pięciokrotnym medalistą zawodów X-Games rozgrywanych w amerykańskim Aspen. Między innymi dwa srebrne medale zdobył podczas Winter X Games 24 i Winter X Games 25 w slopestyle'u. Pozostałe zdobycze to medale brązowe wywalczone zarówno w slopestyle'u jak i w big air.

## Osiągnięcia

### Igrzyska olimpijskie
| Miejsce | Dzień     | Rok  | Miejscowość | Konkurencja | Zwycięzca      |
| ------- | --------- | ---- | ----------- | ----------- | -------------- |
| 12.     | 11 lutego | 2018 | Pjongczang  | Slopestyle  | Redmond Gerard |
| 2.      | 15 lutego | 2022 | Pekin       | Big air     | Su Yiming      |

### Mistrzostwa świata
| Miejsce | Dzień     | Rok  | Miejscowość   | Konkurencja | Zwycięzca        |
| ------- | --------- | ---- | ------------- | ----------- | ---------------- |
| 20.     | 17 marca  | 2017 | Sierra Nevada | Big air     | Ståle Sandbech   |
| 7.      | 9 lutego  | 2019 | Park City     | Slopestyle  | Chris Corning    |
| 4.      | 27 lutego | 2023 | Bakuriani     | Slopestyle  | Marcus Kleveland |
| 2.      | 5 marca   | 2023 | Bakuriani     | Big air     | Taiga Hasegawa   |

### Puchar Świata

#### Miejsca w klasyfikacji generalnej
- - AFU[2]
- sezon 2015/2016: 58.
- sezon 2016/2017: 32.
- sezon 2017/2018: 14.
- sezon 2018/2019: 15.
- sezon 2019/2020: 84.
- sezon 2020/2021: 10.

#### Miejsca na podium
1. Kreischberg – 14 stycznia 2017 (slopestyle) – 1. miejsce
2. Copper Mountain – 10 grudnia 2017 (Big Air) – 1. miejsce
3. Cardrona – 8 września 2018 (Big Air) – 3. miejsce
4. Kreischberg – 12 stycznia 2019 (slopestyle) – 1. miejsce
5. Kreischberg – 9 stycznia 2021 (Big Air) – 3. miejsce
6. Steamboat Springs – 4 grudnia 2021 (Big Air) – 3. miejsce